# Reale Fabbrica di Tabacco
La Reale Fabbrica di Tabacco di Siviglia (Spagna), è un edificio che costituisce un esempio di architettura industriale del XVIII secolo in ottimo stato di conservazione. Attualmente è la sede del Rettorato dell'Università di Siviglia e di alcune facoltà.

## Storia
È l'edificio industriale del XVIII secolo di maggiori dimensioni e migliore architettura nel suo genere in Spagna, oltre ad essere uno dei più antichi esempi di questa tipologia costruttiva dell'epoca dell'Antico regime. Fu costruito fuori dalle mura cittadine, vicino alla Porta di Jerez, nei terreni in cui era esistito un antico cimitero romano. La costruzione fu iniziata nel 1728 e, anche se iniziò ad essere utilizzato nel 1757, la costruzione non fu terminata prima del 1763. Al suo interno erano impiegati circa mille lavoratori, duecento cavalli e centosettanta mulini. Il tabacco proveniva in parte dalla Virginia e in parte dalle colonie spagnole.
L'edificio, di forma rettangolare, si estende per 185 x 147 metri, inferiore in Spagna solo all'Escorial. Architettonicamente risalta la ripresa di motivi rinascimentali tipica dell'architettura neoclassica, anche se nella facciata principale si nota l'influenza dello stile Barocco. L'edificio è circondato da un profondo fossato per la maggior parte del suo perimetro (tre lati su quattro), dovuto alla sua costruzione fuori dalle mura. All'interno sono presenti numerosi patii di diverse dimensioni, disposti simmetricamente. Attualmente sono ornati da numerose fontane.
Il disegno e la costruzione furono diretti da ingegneri militari provenienti dalla Spagna stessa e dai Paesi Bassi: Ignacio Sala, Diego Bordick Deverez e Van der Borcht, che seguì fino alla fine l'edificazione.

## Galleria d'immagini

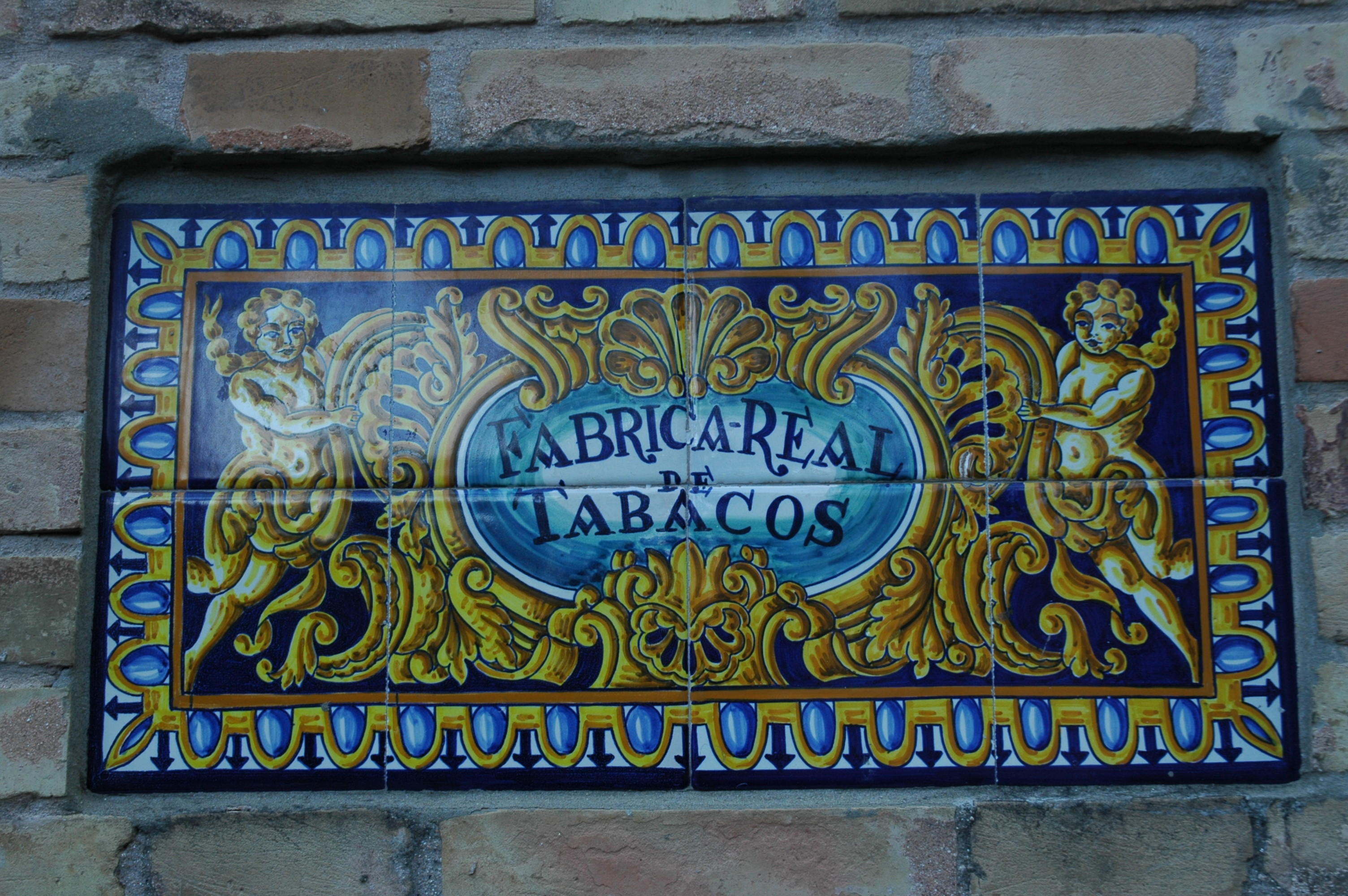
L'antica insegna, tuttora presente